# Joseph Gegenbach
Joseph Gegenbach detto Canabas (Alsazia, 1715 – Venezia, 1797) è stato un ebanista e intagliatore francese.

## Biografia
Venuto in giovane età a Parigi dalla natia Alsazia, si dedicò soprattutto alla produzione di mobili di piccole dimensioni: tavole, mobili per rinfreschi, cofani, leggii per musica, realizzati per lo più in mogano.